# Barrio Jardines del Este
El barrio Jardines del Este está ubicado en la parte este del municipio cabecera de San Pedro de Macorís, República Dominicana. 
Se fundó a raíz de la construcción del complejo deportivo de San Pedro De Macorís en el 1982 y el nombre fue originado por la gran variedad de plantas silvestres que se encuentran en este terreno. Limita al norte con la carretera Santa Fe, al sur con el sector INVI-CEA, al este con el sector 24 de abril y al oeste con el complejo deportivo.
Este sector cuenta con 2500 habitantes. Entre sus fuentes de ingresos económicos se encuentra lo que es el comercio informal en las cuales podemos citar talleres de herrería, centros de refrigeración, heladerías, panaderías y mototaxis. 
A pesar de ser un barrio pequeño, cuenta con dos colegios que imparten estudios de nivel primario, básico y medio. Estos brindan servicios tales como: sala de tareas, terapia familiar y servicio de biblioteca.
Este barrio no cuenta aún con un centro de salud, pero sus habitantes se trasladan a diversas clínicas privadas y al hospital público regional Dr. Antonio Musa, localizado en la parte Este de San Pedro de Macorís. 
Como deporte, tienen el juego de vistilla, baloncesto, vóleibol, entre otros.

Este barrio cuenta con una gran cantidad de árboles como mango, jobo, naranjo, cerezo, china, limoncillo, gandules, tamarindo, limón, coco, palma, auyama, guayaba.  
- Datos: Q5720503